# Stizolestes pamponeroides
Stizolestes pamponeroides är en tvåvingeart som först beskrevs av Edwards 1932.  Stizolestes pamponeroides ingår i släktet Stizolestes och familjen rovflugor. Inga underarter finns listade i Catalogue of Life.